# Pinups
Pinups ist das siebente Studioalbum von David Bowie und nach Aladdin Sane das zweite Studioalbum aus dem Jahr 1973. Es ist Bowies letztes Album als sein Alter Ego Ziggy Stardust und mit seiner Begleitband The Spiders from Mars. Bowie veröffentlicht mit Pinups 12 Fremdkompositionen, allesamt Stücke aus den 1960er Jahren, mit denen er selbst gern Ruhm erlangt hätte.

## Cover
Auf dem Cover ist Bowie als Ziggy Stardust zusammen mit dem Model Twiggy abgebildet. Ein Journalist kommentierte seiner Zeit: „Twiggy scheint an die Sechziger zurückzudenken, aber Bowie sieht aus, als habe er gerade die Zukunft gesehen.“

## Rezeption
In Band 1 seiner Buchreihe Rock vergibt das Magazin eclipsed für das Werk die zweitniedrigste Kategorie Verlegenheitskauf. Das Album landet in der Gesamtschau aller Bowie-Alben in dieser Publikation auf Platz 19.

## Titelliste
1. Rosalyn (The Pretty Things)
2. Here Comes the Night (Them, Van Morrison)
3. I Wish You Would (Yardbirds)
4. See Emily Play (Pink Floyd)
5. Everything's Alright (The Mojos)
6. I Can't Explain (The Who)
7. Friday on My Mind (The Easybeats)
8. Sorrow (The Merseybeats)
9. Don't Bring Me Down (The Pretty Things)
10. Shapes of Things (Yardbirds)
11. Anyway Anyhow Anywhere (The Who)
12. Where Have All the Good Times Gone (The Kinks)

## Musiker
- David Bowie – Gesang
- Mick Ronson – Gitarre, Gesang
- Trevor Bolder – Bass
- Aynsley Dunbar – Schlagzeug
- Mike Garson – Klavier
- Ken Fordham – Saxophon
- G.A. MacCormack – Background-Gesang